# Гребнехвостые хомячки
Гребнехвостые хомячки (лат. Habromys) — род хомячков из подсемейства неотомовых хомяков (Neotominae), обитающий в Центральной Америке. Он близок к белоногим хомячкам (Peromyscus) и включает шесть видов.

## Описание
Мех у этих животных сверху от серо-коричневого до черно-коричневого, живот и лапы белые. Они достигают длины головы от 8 до 14 сантиметров и длины хвоста от 9 до 15 сантиметров. Этот род отличается от белоногих мышей более короткими костями полового члена и другими деталями репродуктивного тракта.
Животные этого рода обитают в основном на юге Мексики, только один вид, H. lophurus, широко распространен до Сальвадора. Их среда обитания - леса на средних и больших высотах.

## Образ жизни
Об образе жизни этих животных известно немного. Многие виды известны только на небольшой территории и считаются редкими.

## Таксономия
Род Habromys признан самостоятельным родом семейства хомяковых (Cricetidae), где он отнесён к трибе Reithrodontomyini в подсемействе Neotominae. Первое научное описание этого рода принадлежит  Эммету Т. Хуперу и Гаю Массеру, которые в 1964 году выделили его из рода белоногих хомячков (Peromyscus).
Включает шесть видов:
- Оахакский хомячок (Habromys chinanteco)[3] обитает на севере штата Оахака.
- Habromys delicatulus впервые был описан в 2002 году. Он известен только из небольшого района в штате Мехико.
- Habromys ixtlani встречается на северо-западе Оахаки и считается отдельным видом только с 2002 года.
- Тонкохвостый хомячок (Habromys lepturus)[3] также встречается только в северной Оахаке.
- Гребнехвостый хомячок (Habromys lophurus)[3] распространен от юго-востока Мексики до Сальвадора.
- Habromys  simulatus распространён на востоке Мексики от Веракруса до Оахаки. Общая популяция этого вида оценивается в менее чем в 2500 животных, МСОП причисляет этот вид к находящимся под угрозой исчезновения.